# Discodeles
Discodeles és un gènere de granotes de la família Ranidae.

## Taxonomia
- Discodeles bufoniformis (Boulenger, 1884).
- Discodeles guppyi (Boulenger, 1884).
- Discodeles malukuna Brown & Webster, 1969.
- Discodeles opisthodon (Boulenger, 1884).
- Discodeles vogti (Hediger, 1934).